# Битва под Коломной (1238)
Битва под Коломной — сражение между войсками Владимиро-Суздальского княжества при участии остатков рязанских войск и возможном участии новгородцев против монголов. Одно из центральных событий Западного (кипчакского) похода монголов (1236—1242) и монгольского нашествия на Русь (1237—1240), в частности, одно из ключевых сражений монгольского похода на Северо-Восточную Русь (1237—1238).

## Разгром монголами Рязанского княжества
Во Владимир весть о нашествии принёс безымянный сын Михаила Всеволодовича Пронского (кюр Михайлович), после чего Юрий Всеволодович послал в поход своего сына Всеволода со всими людьми.
Первым городом, который стал на пути завоевателей, была Рязань. Битва за Рязань началась 16 декабря 1237 года. С трёх сторон Рязань защищали хорошо укрепленные стены, с четвёртой река. Возглавлял оборону Рязани великий князь Юрий Ингваревич, а Роман Ингваревич отвёл часть войск на север, к Коломне, на соединение с владимирским войском.
Осада Рязани длилась пять дней. Стены города были разрушены мощными таранами и 21 декабря Рязань пала.

## Датировка
По сведениям «первого русского историка» Татищева В. Н., битва произошла 1 января 1238 года, эту дату принимает в частности Почекаев Р. Ю. Каргалов В. В., исходя из периода с 21 декабря 1237 (падение Рязани) до 15 января 1238 (начало осады монголами Москвы) и задержки на взятие монголами рязанских городов на Оке, считает, что монголы пришли к Коломне не ранее 10 января. Хрусталёв Д. Г., исходя из равномерного движения монголов от Рязани до Москвы, относит их появление у Коломны к 2-4 января.
Храпачевский Р. П. считает, что от Рязани до Коломны монголы могли дойти за 2—3 дня, но принимает 1 января в качестве даты подхода монголов к Коломне, относя разницу в днях на разорение окрестностей Рязани. Исследователь также производит отдельный подсчёт даты прихода в Коломну владимирского войска. Он полагает, что оно выступило из Владимира только после получения известия о падении Рязани и могло оказаться под Коломной не ранее 7—9 января, и из этого затем делает вывод о том, что монголы, уже оказавшись у Коломны, ожидали подхода владимирского войска.

## Силы сторон

### Русские
Войска монголов у Коломны встретились не только с остатками рязанских войск, но и с многочисленной дружиной великого князя Юрия Всеволодовича, усиленной ополчением Владимиро-Суздальской Руси под командованием сына Юрия — Всеволода и воеводы Еремея Глебовича.
Московско-Академическая летопись содержит известие об участии в битве новгородцев, и участие новгородского полка в битве в разное время признавали Каргалов В. В., Измайлов И. Л., Храпачевский Р. П. Поскольку об участии новгородцев неизвестно по новгородским летописям, из данного известия иногда делается вывод об участии в битве воинов из Нижнего Новгорода, непосредственно входящего в великокняжеские владения Юрия (Каргалов В. В., Кирьянов И. А.). Но поскольку Московско-Академическая летопись восходит к Софийской I летописи, то Пудалов Б. М. предложил опираться на известие Софийской I, в которой после имени Романа значится не и Новгородцы, а его отчество Ингворович, и переписчик XVI века не понял отчество, восходящее к устаревшему имени, и истолковал его по-своему.
Русские летописи не содержат точных цифр общей численности войск русских княжеств. По мнению историка С. М. Соловьёва, северные княжества в случае опасности могли выставить до 50 тыс. воинов, такое же количество могли выставить южные княжества. С подобными оценками согласны многие исследователи (Строков А. А., Каргалов В. В., Хрусталёв Д. Г.), причём уточняется, что половина всех сил (около 50 тыс. воинов) могло приходиться на Владимир и Новгород, на войска которого мог рассчитывать владимирский князь. В битве под Коломной владимирское войско могло достигать 20 тыс. человек, однако, более чем на 2/3 состояло из ополченцев.

### Монгольские
Численность монгольских войск, участвовавших в западном походе, обычно оценивается в 120—140 тыс. чел. В походе участвовали войска всех четырёх улусов Монгольской империи, хотя часть сил осталась задействована в Закавказье и Китае.
Историки, принимающие подразделение каждого из чингизидов равным 1 тумену, опираются на перечисление 7 из 12 чингизидов под Рязанью Рашид ад-Дином, и предполагают 70 тыс. монголов в походе на север. Также неизвестно о каком-либо разделении монгольских сил вплоть до взятия Владимира в феврале 1238 года. Кроме того, были понесены определённые потери в борьбе с Рязанским княжеством.

## Поход и сражение
Новгородская летопись единственная сообщает подробности похода и сражения, но она знает только о владимирской стороже, посланной на помощь Роману, и не упоминает Всеволода:

Князь же Юрьи Володимирьскыи тогда посла Еремѣя въ сторожихъ воеводою, и сняся с Романомь; и оступиша ихъ Татарове у Коломны, и бишася крѣпко, и прогониша ихъ к надолобомъ, и ту убиша князя Романа и Еремѣя, и много паде ту съ княземь и съ Еремѣемь

На этом основании сражение иногда оценивается как незначительное. Однако, другие летописи дают другие сведения. Лаврентьевская летопись кратко описывает события, не упоминая князя Романа:

Поиде Всеволодъ сн҃ъ Юрьєвъ внук̑ Всеволожь противу Татаром̑ и сступишасѧ оу Коломнъı Д и бъıс̑ сѣча велика и оубища ү Всеволода воєводу Єремѣӕ Глѣбовича и инъıх̑ мужии много үбиша оу Всеволода

Галицко-Волынская летопись сообщает о масштабности сбора войск, направленных к Коломне со Всеволодом:

Кюръ Михайловичь же утече со своими людми до Суждаля и поведа великому князю Юрьеви безбожных агарянъ приходъ, нашествие. То слышавъ великий князь Юрьи посла сына своего Всеволода со всими людми и с нимъ кюръ Михайловичь.

И только в Воскресенской летописи приводится полный рассказ, сочетающий в себе всю эту информацию. Второстепенные силы (сторо́жа) были посланы из Владимира в первую очередь и соединились в Коломне с дружиной Романа и другими уцелевшими воинами Рязанского княжества, тем самым усилив её гарнизон. Затем Коломна была осаждена, защитники предприняли вылазку, не смогли вернуться в крепость, а вместо этого были прижаты к неким защитным сооружениям города (надолбам) и уничтожены. Однако, в сообщении Новгородской летописи не упоминаются в числе попавших в окружение и погибших Всеволод Юрьевич, глава русских войск, и пришедший с ним из Владимира кюр Михайлович. О существовании других подробностей сражения, помимо известных новгородскому летописцу, также свидетельствует факт гибели одного из чингизидов, младшего сына Чингисхана Кулькана:

Сражение под Коломной было ожесточенным (там погиб сын Чингисхана Кулькан, что указывает на возможный удар русской тяжелой кавалерии — темники и чингизиды обычно находились в тылу сражающихся монголов, которыми руководили) и длилось 3 дня

Произошёл прорыв в тыл монгольского войска, что, однако, не привело к общему положительному результату из-за неудач на других участках. Также в битве погиб сын Михаила Всеволодовича.
Битва под Коломной стала вторым после битвы на Калке сражением объединённых русских войск против Монгольской империи. По количеству войск и упорству сражение под Коломной можно считать самым значительным событием нашествия. Рашид ад-Дин описывает битву (бой с «эмиром Урманом»), как самую значительную за нашествие.

## Последствия

Памятник Евпатию Коловрату в Рязани.

«В пределах земли Суздальской» на монголов неожиданно напал отряд под предводительством рязанского боярина Евпатия Коловрата, вернувшегося из Чернигова «в малой дружине» и усилившегося за счёт остатков рязанских войск. Его отряд насчитывал около 1700 человек, в некоторых источниках упоминается 2000 человек. Благодаря внезапности нападения, ему удалось нанести огромный урон врагу. В некоторых редакциях «Повести о разорении Рязани Батыем» рассказывается о торжественных похоронах Евпатия Коловрата в Рязанском соборе 11 января 1238 года. Первый город Суздальской земли, лежавший на пути монголов после битвы у Коломны — Москва — был взят 20 января 1238 года после 5-дневной осады. По версии В. В. Каргалова, столкновение произошло ещё на пути между Рязанью и Коломной.
Несмотря на то, что монголы нанесли поражения трём русским соединениям по отдельности, они понесли существенные потери. После взятия Владимира в феврале 1238 года они не пошли на ещё одно открытое столкновение с русскими — на этот раз с вновь собранным Юрием Всеволодовичем войском, а направили против него второстепенные силы (см. Битва на реке Сити). В то же самое время основные силы монголов потратили на Торжок две недели, затем отказались от похода на Новгород и на 7 недель задержались под Козельском.